# Вейдлайн Джонатас
Вейдлайн Джонатас (англ. Wadeline Jonathas, нар. 19 лютого 1998) — американська легкоатлетка, яка спеціалізується в спринтерських дисциплінах, чемпіонка світу.
На світовій першості-2019 здобула «золото» в жіночій естафеті 4×400 метрів та була четвертою в бігу на 400 метрів.